# Hannah Aspden
Hannah Elizabeth Aspden, née le 11 juin 2000, est une nageuse paralympique américaine. Elle est la plus jeune nageuse de l'équipe américaine à remporter une médaille aux Jeux olympiques ou paralympiques en 2016. Au cours de la saison 2019-2020 à l'université Queens de Charlotte (en), Aspden bat deux records américains paralympiques de natation en petit bassin, sur le 100 mètres dos et le 100 mètres nage libre.

## Jeunesse
Aspden naît en 2000 à Raleigh, en Caroline du Nord avec une désarticulation de la hanche et sans jambe gauche. Elle apprend à nager à l’âge de quatre ans parce qu’elle veut entrer dans le grand bain de la piscine du YMCA local. À l'âge de 10 ans, elle participe à sa première compétition de natation où elle rencontre la nageuse paralympique à la retraite Elizabeth Stone (en). Deux ans plus tard, Aspden est nommée sur la liste de l'équipe émergente des États-Unis et devient la plus jeune membre de la liste nationale de l'équipe américaine à l'âge de 13 ans.
Aspden fréquente la Quest Academy Charter School avant d'être transférée à la Leesville Road High School (en).
En 2015, on lui diagnostique un syndrome de tachycardie orthostatique posturale (STOP) et doit réapprendre à s'entraîner malgré la fatigue entraînée par la maladie.

## Carrière
Aspden se qualifie au sein de l'équipe américaine, où elle concourt dans les classifications S9/SB8/SM9, en 2014 avec une marge de 0,01 seconde. En conséquence, elle fait ses débuts dans l'équipe nationale aux Championnats pan-pacifiques de 2014 et nage un temps de 30 s 47.
Elle fait ses débuts paralympiques aux Jeux de 2016, où elle devient la plus jeune nageuse de l'équipe américaine à remporter une médaille aux Jeux olympiques ou paralympiques cette année-là. Elle remporte une médaille de bronze sur le 100 mètres dos et une autre sur le 4x100 mètres quatre nages. L'année suivante, elle est nommée dans l'équipe américaine pour les Championnats du monde 2017 et s'engage à fréquenter l'université Queens de Charlotte (en).
Aux Championnats pan-pacifiques de 2018, Aspden remporte une médaille d'argent sur le 4x100 quatre nages. L'année suivante, elle est médaillée d'or sur le 100 m dos et le 400 m nage libre féminins S9 aux Jeux parapanaméricains de 2019. Au cours de l'année scolaire, Aspden participe à six compétitions de natation et bat deux records américains paralympiques de natation en petit bassin sur le 100 mètres dos et le 100 mètres nage libre. Aux Jeux paralympiques de 2020, elle remporte la médaille d'or en 4 x 100 m 4 nages, nageant la partie en dos. Elle est également championne olympique en 100 m dos en battant son propre record du monde en 1 min 09 s 48.
Le 14 avril 2022, Aspden est nommée sur la liste pour représenter les États-Unis aux Championnats du monde 2022. Le 29 avril 2023, elle est nommée sur la liste pour représenter les États-Unis aux Championnats du monde 2023. Elle est nommée avec David Abrahams co-capitaine de l'équipe américaine pour cette compétition.

## Palmarès

### Jeux paralympiques
- Jeux paralympiques d'été de 2016 à Rio de Janeiro :
  -  100 m dos S9
- Jeux paralympiques d'été de 2020 à Tokyo :
  -  100 m dos S9
  -  4 x 100 m 4 nages 34 pts